# Club Balonmano Ciudad de Logroño
Naturhouse La Rioja – męski klub piłki ręcznej z Hiszpanii, który powstał w 2003 roku w Logroño. Klub występuje w hiszpańskiej Lidze ASOBAL. Wcześniej klub nosił nazwę CB Ciudad de Logroño.